# Pseudotogea cordata
Pseudotogea cordata är en stekelart som först beskrevs av Tosquinet 1896.  Pseudotogea cordata ingår i släktet Pseudotogea och familjen brokparasitsteklar.

## Underarter
Arten delas in i följande underarter:
- P. c. tsitsicamana
- P. c. amaniensis